# 丹妮爾·勞里
丹妮爾·依萊恩·勞里-洛克（英語：Danielle Elaine Lawrie-Locke，1987年4月11日—）是一名出生於加拿大不列顛哥倫比亞省的壘球選手，司職投手，目前效力於國家職業快速壘球聯盟加拿大狂野。她曾隨隊參加2020年夏季奧林匹克運動會壘球比賽，結果獲得銅牌。弟弟布雷特·勞里是棒球運動員。

## 外部連結
- 丹妮爾·勞里的Facebook專頁
- 丹妮爾·勞里的X（前Twitter）
- 丹妮爾·勞里的Instagram帳戶